# 2024년 하계 올림픽 개인 중립 선수
개인 중립 선수(個人 中立 選手, 영어: Individual Neutral Athletes, 프랑스어: Athlètes Individuels Neutres)는 2024년 하계 올림픽에서 승인된 러시아 및 벨라루스 선수를 대표하기 위해 사용되는 이름이다. 국제 올림픽 위원회(IOC)가 2022년 러시아의 우크라이나 침공으로 인해 이전의 해당 국가들의 이름, 국기, 국가 사용을 금지했다. IOC 국가 코드는 프랑스어 이름 "Athlètes Individuels Neutres"를 따서 AIN이다.
대표단은 중립 올림픽 깃발과 올림픽 찬가를 사용할 수 없으며, 대신 IOC가 할당한 원형 AIN 엠블럼이 그려진 기, 일회성 찬가를 사용했다. 개인 중립 선수는 먼저 각 스포츠 국제 연맹의 승인을 받은 후 IOC가 구성한 특별 패널의 승인을 받아야 한다. 개인 선수로서 대표단은 개막식 국가별 퍼레이드에 참가하지 않으며, 공식 메달표에도 대표단으로 등재되지 않는다.

2024년 3월 19일에 국제 올림픽 위원회(IOC)가 승인한 개인 중립 선수의 기
2023년 12월 8일에 국제 올림픽 위원회(IOC)가 승인한 개인 중립 선수의 "초안" 엠블럼

## 출전 선수
| 종목   | 남자     | 남자   | 여자     | 여자   | 전체 |
| 종목   | 벨라루스 | 러시아 | 벨라루스 | 러시아 | 전체 |
| ------ | -------- | ------ | -------- | ------ | ---- |
| 카누   | 1        | 2      | 1        | 1      | 5    |
| 사이클 | 0        | 1      | 1        | 2      | 4    |
| 체조   | 1        | 0      | 1        | 1      | 3    |
| 조정   | 1        | 0      | 1        | 0      | 2    |
| 사격   | 0        | 0      | 2        | 0      | 2    |
| 수영   | 1        | 1      | 2        | 0      | 4    |
| 태권도 | 1        | 0      | 0        | 0      | 1    |
| 테니스 | 0        | 3      | 0        | 4      | 7    |
| 역도   | 1        | 0      | 1        | 0      | 2    |
| 레슬링 | 2        | 0      | 0        | 0      | 2    |
| 전체   | 8        | 7      | 9        | 8      | 32   |

## 같이 보기
- 2024년 하계 올림픽 난민 선수단
- 올림픽 독립 선수단